# Пелчиська (Свентокшиське воєводство)
Пелчиська (пол. Pełczyska) — село в Польщі, у гміні Злота Піньчовського повіту Свентокшиського воєводства.
Населення — 372 особи (2011).
У 1975-1998 роках село належало до Келецького воєводства.

## Демографія
Демографічна структура на день 31 березня 2011 року:
|          | Загалом | Допрацездатний вік | Працездатний вік | Постпрацездатний вік |
| -------- | ------- | ------------------ | ---------------- | -------------------- |
| Чоловіки | 185     | 23                 | 131              | 31                   |
| Жінки    | 187     | 34                 | 93               | 60                   |
| Разом    | 372     | 57                 | 224              | 91                   |